# ساي كاسبر
ساي كاسبر (بالإنجليزية: Cy Casper)‏ هو لاعب كرة قدم أمريكية أمريكي، ولد في 28 مايو 1912، وتوفي في 7 مارس 1968.